# Pam & Tommy
Pam & Tommy ist eine US-amerikanische Biopic-Drama-Miniserie, die den Sextape-Skandal rund um die Baywatch-Darstellerin Pamela Anderson und ihren damaligen Ehemann, den Mötley-Crüe-Drummer Tommy Lee, aufgreift. Die Premiere der Miniserie fand am 2. Februar 2022 auf dem US-Streamingdienst Hulu statt. Im deutschsprachigen Raum erfolgte die Erstveröffentlichung der Miniserie am selben Tag durch Disney+ via Star als Original.

## Handlung
Die Miniserie greift die turbulente und skandalreiche Ehe zwischen der US-Schauspielerin Pamela Anderson und dem Mötley-Crüe-Schlagzeuger Tommy Lee in den 1990er-Jahren auf. Die Handlung konzentriert sich auf die schlagzeilenträchtige Anfangsphase mit der unfreiwilligen Veröffentlichung einer bei einem Einbruch gestohlenen Videokassette mit privaten Sexszenen der beiden Eheleute und deren Verkauf im damals noch jungen Internet.

## Besetzung und Synchronisation
Die deutschsprachige Synchronisation entstand nach den Dialogbüchern von Bianca Krahl und Stephanie Kellner sowie unter der Dialogregie von Bianca Krahl und Birte Baumgardt durch die Synchronfirma FFS Film- & Fernseh-Synchron in Berlin.

### Hauptdarsteller
| Rolle                  | Schauspieler     | Synchronsprecher   |
| ---------------------- | ---------------- | ------------------ |
| Pamela Anderson        | Lily James       | Yvonne Greitzke    |
| Tommy Lee              | Sebastian Stan   | Björn Schalla      |
| Rand Gauthier          | Seth Rogen       | Tobias Kluckert    |
| Milton „Miltie“ Ingley | Nick Offerman    | Matthias Klie      |
| Erica Gauthier         | Taylor Schilling | Nadine Heidenreich |

### Nebendarsteller
| Rolle         | Schauspieler         | Synchronsprecher         |
| ------------- | -------------------- | ------------------------ |
| Gail Chwatsky | Mozhan Marnò         | Claudia Urbschat-Mingues |
| Ace           | Zack Gold            | Fabian Oscar Wien        |
| Lonnie        | Larry Brown          | Matti Klemm              |
| Melanie       | Pepi Sonuga          | Josephine Schmidt        |
| Zakk          | Sam Meader           | Jesco Wirthgen           |
| Jay Leno      | Adam Ray             | Stefan Fredrich          |
| Angie         | Jennifer Lee Stehlin | Leonie Dubuc             |
| Butchie       | Andrew Dice Clay     | Roman Kretschmer         |
| Rick          | Chet Grissom         | Stephan Baumecker        |
| Nikki         | Iker Amaya           | Benjamin Kiesewetter     |
| Scott         | Greg Ainsworth       | Edwin Gellner            |

### Gastdarsteller
| Rolle         | Schauspieler     | Synchronsprecher  |
| ------------- | ---------------- | ----------------- |
| Dick Gauthier | Karl Girolamo    | Michael Ernst     |
| Kenzo         | Raymond Ma       | Hubert Burczek    |
| Traci         | Sarah Oh         | Christina Wöllner |
| Tommys Penis  | Jason Mantzoukas | Martin Kautz      |
| Jimmy         | Ryan P. Shrime   | Florens Schmidt   |

## Episodenliste
| Nr. | Deutscher Titel                     | Originaltitel                      | Erstveröffentlichung (USA) | Deutschsprachige Erstveröffentlichung (D/A/CH) | Regie                 | Drehbuch                         |
| --- | ----------------------------------- | ---------------------------------- | -------------------------- | ---------------------------------------------- | --------------------- | -------------------------------- |
| 1 | Bohren und Hämmern                  | Drilling and Pounding              | 2. Feb. 2022               | 2. Feb. 2022                                   | Craig Gillespie       | Robert D. Siegel                 |
| Der Handwerker Rand Gauthier arbeitet an der Renovierung von Tommy Lees Haus. Gauthier ist häufig genervt von Lees Forderungen in letzter Minute und von der Tatsache, dass Lee ihm das mit Gauthiers eigenem Geld gekaufte Baumaterial verspätet erstattet. Als Gauthier und der Bauunternehmer Lonnie ihre Bezahlung einfordern, bezeichnet Lee ihre Arbeit als schäbig und entlässt sie. Gauthier vergisst seinen Werkzeugkasten und kehrt zurück, um ihn zu holen. Doch als Lee eintrifft und das Werkzeug mit vorgehaltener Waffe beschlagnahmt, beschließt Gauthier, sich zu rächen, und kehrt mit Lonnie spät in der Nacht zurück, um einen Safe aus der Garage zu stehlen. Darin befindet sich ein Sexvideo, das Gauthier seinem ehemaligen Chef, dem Pornoregisseur Uncle Miltie, vorführt. |                                     |                                    |                            |                                                |                       |                                  |
| 2 | Ich liebe dich, Tommy               | I Love You, Tommy                  | 2. Feb. 2022               | 2. Feb. 2022                                   | Craig Gillespie       | Robert D. Siegel                 |
| Rückblende. Zwei Monate zuvor lernt Pamela Anderson Tommy Lee in einem Nachtclub kennen. Er folgt ihr nach Cancún, wo die Baywatch-Darstellerin an einer Konferenz der Produzenten der Serie teilnimmt. Lee überredet Anderson, das Geschäftsessen zu verlassen, und die beiden verbringen eine wilde Nacht voller Ausschweifungen. Obwohl Lee frisch geschieden ist, macht er ihr impulsiv einen Heiratsantrag, den sie annimmt. Sie heiraten vor den Augen ihrer Freunde am Strand. Nach ihrer Rückkehr in die Vereinigten Staaten lernen die beiden den Geschmack des anderen kennen und entscheiden, wo sie leben sollen. Sie ziehen in Lees Haus in Südkalifornien, wo er mit einer Renovierung beginnt. Nach einem Treffen mit den Bauunternehmern verkündet Lee, dass er seine Meinung über das Thema und die Einrichtung der neuen Suite geändert hat. |                                     |                                    |                            |                                                |                       |                                  |
| 3 | Jane Fonda                          | Jane Fonda                         | 2. Feb. 2022               | 2. Feb. 2022                                   | Craig Gillespie       | D.V. DeVincentis                 |
| Miltie und Gauthier beschließen, das Sexvideo von Lee und Anderson zu verkaufen, werden aber von verschiedenen Pornoverleihern abgelehnt, weil diese rechtliche Schritte seitens des Paares befürchten. Bei dem Versuch, die Toilette seiner entfremdeten Pornostar-Ehefrau zu reparieren, bestellt Gauthier ein relativ seltenes Schwimmernapf-Ventil auf einer Website, was ihn auf eine Idee bringt. Gauthier und Miltie treffen sich mit dem Produzenten und Kredithai von "Deep Throat", Butchie Peraino. Als sie ihn davon überzeugen, dass sie das Sextape vertraulich über eine Website verkaufen und weltweit versenden können, erklärt sich Peraino bereit, ihr Vorhaben zu finanzieren. Anderson hat inzwischen genug von ihrer Behandlung am Baywatch-Set. Sie nimmt an Besprechungen zur Promotion ihres kommenden Spielfilms "Barb Wire" teil und stellt freudig fest, dass sie mit Lees Kind schwanger ist. |                                     |                                    |                            |                                                |                       |                                  |
| 4 | Das Master Beta                     | The Master Beta                    | 9. Feb. 2022               | 9. Feb. 2022                                   | Lake Bell             | Matthew Bass & Theodore Bressman |
| Die Website von Gauthier und Miltie wird ein Riesenerfolg. Tommy entdeckt schließlich, dass sein gesamter Safe verschwunden ist und ruft die Polizei. Als das LAPD Lee mitteilt, dass sein Fall nicht ihre prioritär ist, gerät Anderson in Panik, weil sie sich daran erinnert, dass sich ihr Sextape in dem Safe befand. Sie überredet Lee, den Privatdetektiv Anthony Pellicano zu beauftragen, das Band zu finden und zurückzuholen. Als er sich Lees lange Liste von Leuten anhört, die er im Laufe der Jahre verärgert hat, vermutet Pellicano, dass Gauthier der wahrscheinliche Dieb ist. Pellicano spürt ihn in seiner Wohnung auf, schlägt Gauthier zusammen und verlangt die Herausgabe der Kassette, wenn er in ein paar Tagen zurückkehrt. Pellicano teilt Lee und Anderson mit, dass Gauthier sein Hauptverdächtiger ist und versichert ihnen, dass er die Kassette bis zum Wochenende haben wird. Am Set von Baywatch ist Anderson jedoch entsetzt, als sie feststellt, dass sich die Crewmitglieder bereits das Sexvideo ansehen. Sie und Lee finden Milties Website und erfahren, dass das Band bereits landesweit im Umlauf ist. Ein wütender Lee schickt eine Biker-Gang zu Milties Studio und Gauthiers Wohnung. Miltie flieht nach Europa, während Gauthier im Haus seiner Ex-Frau Zuflucht sucht. Anderson erleidet eine Fehlgeburt und fährt mit Lee aus der Praxis. Als sie einen Verfolger bemerken, schlägt sie wütend die Windschutzscheibe des Paparazzos ein. |                                     |                                    |                            |                                                |                       |                                  |
| 5 | Onkel Jim und Tante Susie in Duluth | Uncle Jim and Aunt Susie in Duluth | 16. Feb. 2022              | 16. Feb. 2022                                  | Gwyneth Horder-Payton | Amanda Chicago Lewis             |
| Lee verfällt in Depressionen, weil er glaubt, dass seine goldenen Zeiten an ihm vorbeigegangen ist, während Anderson weiterhin Erfolg hat und Interviews für das "Glamour Magazine" gibt. Nachdem ein betrunkener Lee in eine öffentliche Auseinandersetzung im "Viper Room" gerät, wird Anderson von ihrem Agenten vor der negativen Publicity gewarnt, die ihr Mann ihrer Karriere bringen könnte. Nachdem er entdeckt hat, dass der übliche Aufnahmeraum von "Mötley Crüe" von den Newcomern "Third Eye Blind" besetzt worden ist, beginnt Lees neidische Haltung, seine Beziehung zu Anderson zu belasten. Das Sextape des Paares macht ihnen zu schaffen, vor allem nachdem Lee erfährt, dass es in die Hände von Bob Guccione, dem Besitzer von "Penthouse", gefallen ist. Lee und seine Anwälte sind sich über dessen Absichten nicht im Klaren und verklagen Guccione gegen Andersons Willen vorsorglich wegen Verletzung der Privatsphäre. Als Vergeltung verlangt Guccione die Veröffentlichung von Standbildern aus dem Video. Lees Klage landet in der LA Times, wodurch Hugh Hefner, Glamour und der Internetpornograf Seth Warshavsky auf das Sexvideo aufmerksam werden. Das Paar ist außerdem entsetzt, als Jay Leno in der Tonight Show Witze über das Band macht. Als die Klage des Paares fortschreitet, wird nur Anderson darüber informiert, dass sie gegen Penthouse aussagen wird. |                                     |                                    |                            |                                                |                       |                                  |
| 6 | Pamela im Wunderland                | Pamela in Wonderland               | 23. Feb. 2022              | 23. Feb. 2022                                  | Hannah Fidell         | Amanda Chicago Lewis             |
| 1989, Vancouver. Anderson geht mit ihrem Freund zu einem Spiel der Canadian Football League, wo sie auf dem Jumbotron erscheint. Sie wird von einem Vertreter der Labatt Brewing Company angesprochen, der sie fragt, ob sie deren neues Model werden will. Nachdem sie zugesagt hat, wird Anderson vom Playboy kontaktiert, um einige Testaufnahmen für sie zu machen. Anderson reist mit ihrer Mutter zur Playboy Mansion und hat Spaß bei den Aufnahmen. Hugh Hefner rät Anderson, sich daran zu erinnern, dass der Preis für ihre Arbeit als Model nicht dasselbe ist wie ihr Wert als Mensch. 1995 fahren Anderson und Lee in die Flitterwochen an den Lake Mead, wo sie sich beim Sex auf Lees Boot filmen. Nach seiner Rückkehr erklärt Lee Anderson, dass er das Video aus sentimentalen Gründen behalten möchte. In der Gegenwart sagt Anderson bei der eidesstattlichen Aussage aus und ist zunehmend verärgert über die aufdringlichen und verurteilenden Fragen, die ihr gestellt werden. Nachdem der Penthouse-Anwalt Teile ihres Flitterwochenvideos vorgespielt hat, entschuldigt sich Anderson, geht auf die Toilette und übergibt sich. Am Ende des Tages teilt Anderson ihrem Anwalt mit, dass sie sich weigert, wiederzukommen und weitere Fragen zu beantworten. |                                     |                                    |                            |                                                |                       |                                  |
| 7 | Zerstörer der Welten                | Destroyer of Worlds                | 2. März 2022               | 2. März 2022                                   | Lake Bell             | D.V. DeVincentis                 |
| Lee und Anderson erfahren, dass ihre Klage abgewiesen wurde und der Richter zu Gunsten von Penthouse entschieden hat. Anderson erkennt, dass das Urteil sie für ihre Karriereentscheidungen als Schlampe vorverurteilt. Sie tut ihr Bestes, um die bevorstehende Premiere von "Barb Wire" zu promoten, während sie vehement die Fragen der Interviewer zu dem Video abwehrt. Die Situation spitzt sich zu, als Jay Leno sie live in der Tonight Show mit dem Band konfrontiert. Bei der Premiere sehen sich Anderson und Lee den Film staunend an, während sich andere hinter ihrem Rücken über ihre Leistung lustig machen. Auf dem Heimweg überredet Lee sie, sich in ein normales Kino zu schleichen, um das Publikum zu überraschen, nur um festzustellen, dass alle über den Film lachen. Gauthier übernachtet derweil immer noch in Ericas Haus. Da immer mehr Raubkopien auftauchen, ist Gauthiers Geschäft am Boden, sehr zum Ärger von Butchie, der behauptet, Gauthier schulde ihm 50.000 Dollar. Da er Miltie in Amsterdam nicht erreichen kann, wendet sich Gauthier an Lee. Die beiden treffen sich auf dem Parkplatz des Dodger-Stadions, wo Lee das Geld bringt, das er Gauthier für die Renovierung schuldet. Lee weist darauf hin, dass Gauthiers Wunsch nach Rache Pamelas Leben ruiniert hat, bevor er das Geld in Brand setzt. Um seine Schulden zu begleichen, beschuldigt Butchie Gauthier zum Anführer. Später in der Nacht ist Gauthier verzweifelt, als Erica zugibt, dass sie durch das Sexvideo mit Lee sympathisiert hat. Gauthier bricht zusammen und gibt zu, dass er das Band gestohlen und weitergegeben hat, um sich an Lee zu rächen, weil er ihn schlecht behandelt hat. Eine empörte Erica wirft Gauthier aus dem Haus. Ein überforderter Gauthier lässt seinen Frust an einem von Butchies Schuldnern (Brian Huskey) aus, von dem er zuvor kein Geld eintreiben konnte. In der Zwischenzeit versucht Warshavsky, einen Weg zu finden, um die niedrigen Zuschauerzahlen seiner Cam-Girls zu bekämpfen. |                                     |                                    |                            |                                                |                       |                                  |
| 8 | Seattle                             | Seattle                            | 9. März 2022               | 9. März 2022                                   | Gwyneth Horder-Payton | —                                |
| Eine hochschwangere Anderson kämpft nach dem Misserfolg von "Barb Wire" um Arbeit und wird für "L.A. Confidential" und "Austin Powers: International Man Of Mystery" abgelehnt. Lee hat mit einem ähnlichen Karriereknick zu kämpfen, als Mötley Crüe TV-Auftritte an neuere Grunge-Bands verliert. Die beiden finden heraus, dass eine Raubkopie ihres Bandes auf Warshavskys Website Clublove.com kostenlos gestreamt wird, wodurch Millionen von Menschen freien Zugang zu dem Material erhalten. Die beiden versuchen, Warshavsky zu verklagen, sehr zu seiner Freude, doch der Fall wird schnell fallen gelassen, da die Website kostenlos ist. Warshavsky versucht, dem Paar die exklusiven Streaming-Rechte für das Band abzukaufen, und erklärt, dass er, sobald er die Rechte besitzt, Gebühren pro Ansicht erheben wird, was wiederum die Anzahl der Personen, die Zugang zu dem Band haben, begrenzen wird. Obwohl Anderson bereit ist, die Rechte abzugeben, lehnt Lee das Angebot entschieden ab. Gauthier ist entsetzt über die Arbeit, die er geleistet hat, um seine Schulden zu begleichen, so dass Butchie zustimmt, alle Unstimmigkeiten als Gegenleistung von zehn Riesen zu bereinigen. Während er einen Spieler ausnimmt, entdeckt Gauthier Warshavskys Website. Gauthier will Warshavsky zunächst zur Rede stellen, doch nach einer Tarot-Lesung bei einem Hellseher in einem Einkaufszentrum wird ihm klar, dass er seine Taten wiedergutmachen muss. Gauthier versucht, sich bei Lee und Anderson zu entschuldigen, als sie ihr Haus verlassen, und wird dabei überfahren. Dann entschuldigt er sich bei Erica, die ihm versichert, dass er kein schlechter Mensch ist. Gauthier fährt zu Warshavsky, der ihm anbietet, das Originalband für zehn Riesen zu kaufen. Gauthier lässt sich auf den Deal ein, um Butchie auszuzahlen, gibt das Geld aber stattdessen Erica, damit sie ihre Scheidung abschließen kann. Anderson beschließt, Lee zu verlassen, aber er überredet sie, stattdessen in den Urlaub zu fahren. Als sie in einem Hotel Halt machen, werden sie sofort erkannt und von der Öffentlichkeit verfolgt. Lees schlägt temperamentvoll um sich, sehr zum Ärger von Anderson. Später ertappt sie ihn dabei, wie er in der Hotelbar mit dem Video prahlt, was sie dazu veranlasst, ohne Lee nach Hause zu fahren. Als Lee endlich nach Hause kommt, bittet Anderson ihn, die Rechte an ihrem Band zu überschreiben. Lee bekommt einen heftigen Wutanfall, lenkt aber schließlich ein und unterschreibt den Vertrag. Anderson sagt ihm unter Tränen, dass es vorbei ist. Letztlich lassen sich Anderson und Lee nach der Geburt ihres Sohnes scheiden. |                                     |                                    |                            |                                                |                       |                                  |